# Liste von Alben der Neuen Deutschen Härte
Die Liste von Alben der Neuen Deutschen Härte zählt Alben namhafter Bands der Neuen Deutschen Härte auf.
- Die veröffentlichende Band erfüllt die Relevanzkriterien
- Das Album ist in der „Kategorie:Album (Neue Deutsche Härte)“ oder in einer ihrer Unterkategorien kategorisiert. Falls kein Albumartikel besteht, muss die zugehörige Band in ihrem Artikel dem Genre Neue Deutsche Härte zugeordnet sein.
- Es handelt sich bei dem Album weder um eine Kompilation noch um ein Livealbum.

Zur Ergänzung dienen die Liste von Bands der Neuen Deutschen Härte und die Liste deutschsprachiger Metalalben.
In der Spalte „Jahr“ wird das Jahr der Erstveröffentlichung, in der Spalte „Charts“ die höchste Position, die das entsprechende Album in den Charts weltweit erlangen konnte, eingetragen. Erreicht das Album die entsprechende Position in mehr als drei Staaten, wird „diverse“ angegeben.
| Name                                           | Band                   | Jahr | Produzent                                                   | Label                                 | Charts                               | Anmerkungen                                                                                 |
| ---------------------------------------------- | ---------------------- | ---- | ----------------------------------------------------------- | ------------------------------------- | ------------------------------------ | ------------------------------------------------------------------------------------------- |
| 5                                              | Megaherz               | 2008 | Aino Laos, Ralph Quick                                      | S.A.D. Music                          |                                      |                                                                                             |
| Adamant                                        | Stahlmann              | 2013 | Fabio Buemi                                                 | AFM Records                           | 34 (DE)                              |                                                                                             |
| Adrenalin                                      | Ost+Front              | 2018 | Herrmann Ostfront                                           | Out of Line                           | 9 (DE)                               |                                                                                             |
| Alarmstufe rot                                 | Treibhaus              | 2008 |                                                             | Kneeve Records                        |                                      |                                                                                             |
| Alles Liebe                                    | Stendal Blast          | 1998 | Stendal Blast                                               | Chrom Records                         |                                      |                                                                                             |
| Alphatier                                      | Treibhaus              | 2011 |                                                             | Kneeve Records                        |                                      |                                                                                             |
| Amok                                           | Null Positiv           | 2018 |                                                             | Triplebase Records                    |                                      |                                                                                             |
| Antikörper                                     | Eisbrecher             | 2006 | Noel Pix                                                    | AFM Records/Soulfood                  | 85 (DE)                              |                                                                                             |
| Apokalypse                                     | Schwarzer Engel        | 2010 | Dave Jason                                                  | Trisol Music Group                    |                                      |                                                                                             |
| Auf dem Weg in deine Welt                      | Eisheilig              | 2007 |                                                             | E-Wave Records                        |                                      |                                                                                             |
| ...auf der Autobahn zur Hölle                  | Schweisser             | 1992 |                                                             | Trikont                               |                                      |                                                                                             |
| Auferstehung                                   | Janus                  | 2004 | Tobias Hahn, Dirk Riegert                                   | Trisol                                |                                      |                                                                                             |
| Aus den Tiefen                                 | Erdling                | 2016 |                                                             | Out of Line                           | 64 (DE)                              |                                                                                             |
| Ave Maria                                      | Ost+Front              | 2012 |                                                             | Out of Line, Rough Trade Distribution | 68 (DE)                              |                                                                                             |
| Bastard                                        | Stahlmann              | 2017 |                                                             | AFM Records                           | 36 (DE)                              |                                                                                             |
| Bayreuth I                                     | Joachim Witt           | 1998 |                                                             | Epic Records                          | 12 (DE)                              | Erstes NDH-Album Witts                                                                      |
| Bayreuth II                                    | Joachim Witt           | 2000 |                                                             | Epic Records                          | 13 (DE)                              |                                                                                             |
| Bestie der Freiheit                            | Hämatom                | 2018 |                                                             | Columbia Records                      | 2 (DE), 19 (AT), 37 (CH)             |                                                                                             |
| >>Bitte warten                                 | Schweisser             | 1999 | Ralf Weigand                                                | Intercord                             |                                      |                                                                                             |
| Chaos                                          | Schattenmann           | 2021 |                                                             | AFM Records                           | 37 (DE)                              |                                                                                             |
| CO2                                            | Stahlmann              | 2015 |                                                             | AFM Records                           | 22 (DE)                              |                                                                                             |
| Dämon                                          | Erdling                | 2018 |                                                             | Out of Line                           | 43 (DE)                              |                                                                                             |
| Defekt                                         | Oomph!                 | 1995 | Jor Jenka                                                   | Dynamica                              | —                                    | teils englischsprachige Texte                                                               |
| Dein Helfer in der Not                         | Ost+Front              | 2020 | Herrmann Ostfront                                           | Out of Line                           | 5 (DE)                               |                                                                                             |
| Des Wahnsinns fette Beute                      | Oomph!                 | 2012 |                                                             | Columbia Records                      | 15 (DE), 41 (AT), 71 (CH)            |                                                                                             |
| DOM                                            | Joachim Witt           | 2012 |                                                             | Sony Music                            |                                      |                                                                                             |
| Dunkelgraue Lieder für das nächste Jahrtausend | Die Allergie           | 1999 | Dieter Roth                                                 | Rise Up                               |                                      |                                                                                             |
| Ego                                            | Oomph!                 | 2001 | Oomph!                                                      | Virgin Records/EMI Music              | 21 (DE), 60 (AT)                     | teils englischsprachige Texte                                                               |
| Eigensinn                                      | Eigensinn              | 2003 | Jens-Peter Abele                                            | Tone Temple Studio                    |                                      |                                                                                             |
| Eisbrecher                                     | Eisbrecher             | 2003 |                                                             | ZYX Music                             | —                                    |                                                                                             |
| Eisenherz                                      | Stahlhammer            | 2002 |                                                             | Prime Time Music                      |                                      |                                                                                             |
| Eisenherz                                      | Joachim Witt           | 2002 |                                                             | Columbia Records                      | 7 (DE)                               |                                                                                             |
| Eisenkopf                                      | Schweisser             | 1994 |                                                             | Bullet Proof Records                  |                                      |                                                                                             |
| Eisheilig                                      | Eisheilig              | 2001 |                                                             | Napalm Records                        |                                      |                                                                                             |
| Eiszeit                                        | Eisbrecher             | 2010 | Noel Pix, Henning Verlage                                   | AFM Records                           | 5 (DE)                               |                                                                                             |
| Elysium                                        | Eisheilig              | 2006 | Dennis Mikus, Heinrich Mikus, Detti Mohrmann                | E-Wave Records                        |                                      |                                                                                             |
| Epidemie                                       | Schattenmann           | 2019 |                                                             | AFM Records                           | 32 (DE)                              |                                                                                             |
| Erwacht                                        | Schock                 | 2001 |                                                             | Zeitbombe                             |                                      |                                                                                             |
| Etwas kommt in deine Welt                      | Weissglut              | 1998 | Weissglut                                                   | Sony Music                            |                                      |                                                                                             |
| Ewig                                           | Letzte Instanz         | 2012 |                                                             | Drakkar Records/Sony Music            |                                      |                                                                                             |
| F & M                                          | Lindemann              | 2019 | Peter Tätgren                                               | Universal                             | 1 (DE), 3 (AT, CH), 23 (SE), 85 (UK) | Projekt von Peter Tägtgren und Till Lindemann                                               |
| Feind hört mit                                 | Stahlhammer            | 1999 | Ferdinand Förster, Stahlhammer                              | Nuclear Blast                         |                                      |                                                                                             |
| Fette Beute                                    | Stendal Blast          | 2002 | Marcus Seiler, Stendal Blast                                | Moonstorm Records                     |                                      |                                                                                             |
| Feindbild                                      | Treibhaus              | 2006 |                                                             | Kneeve Records                        |                                      |                                                                                             |
| Flächenbrand                                   | Heldmaschine           | 2023 |                                                             | MP Records                            |                                      |                                                                                             |
| Fleischwolf                                    | Fleischmann            | 1993 | Sven Conquest                                               | Noise Records                         |                                      |                                                                                             |
| Fremdkörper                                    | Maerzfeld              | 2014 | Maerzfeld, Fabio Trentini                                   | Südpolrecords                         |                                      |                                                                                             |
| Fromme Lämmer                                  | Herzparasit            | 2011 |                                                             | Echozone                              |                                      |                                                                                             |
| Für heute reichts                              | Dementi                | 2005 |                                                             | Nemrod                                |                                      |                                                                                             |
| Gargantua                                      | Krankheit              | 2016 |                                                             | Wormholedeath                         |                                      |                                                                                             |
| Die Gärten des Herrn                           | Eisheilig              | 2003 | Dennis Mikus, Heinrich Mikus, Detti Mohrmann                | Napalm Records                        |                                      |                                                                                             |
| Geil und elektrisch                            | Stoneman               | 2018 |                                                             | Massacre Records                      |                                      |                                                                                             |
| Geschlechterschlacht                           | Nervenbeisser          | 2004 |                                                             | Goodlife Records                      |                                      | Neuauflage 2015 über Danse Macabre                                                          |
| Das Gift                                       | Dark Diamonds          | 2009 |                                                             | Danse Macabre                         |                                      |                                                                                             |
| Gifttherapie                                   | Herzparasit            | 2014 |                                                             | Echozone                              |                                      |                                                                                             |
| Glamour                                        | Schock                 | 2003 |                                                             | Zeitbombe                             |                                      |                                                                                             |
| Gnadenloser Zorn                               | Seelenzorn             | 2007 | Bruno Kramm, Seelenzorn                                     | Danse Macabre                         |                                      |                                                                                             |
| GlaubeLiebeTod                                 | Oomph!                 | 2006 | Oomph!                                                      | Gun Records                           | 5 (DE). 16 (AT), CH (23)             |                                                                                             |
| Goldmarie                                      | Stoneman               | 2014 |                                                             | Danse Macabre                         |                                      |                                                                                             |
| Götterdämmerung                                | Megaherz               | 2012 | Christian Bystron, Werner Weninger                          | Golden Core                           | 19 (DE)                              |                                                                                             |
| Halt still                                     | Schock                 | 2008 |                                                             | Warner Bros. Music                    |                                      |                                                                                             |
| Hammerschmitt                                  | Hammerschmitt          | 2000 | Jochen Weyer                                                | MTM Metal                             |                                      |                                                                                             |
| Heiland                                        | Schweisser             | 1997 |                                                             | Bullet Proof Records                  | 57 (DE), 44 (AT)                     |                                                                                             |
| Helden der Zeit                                | Richthofen             | 1999 |                                                             | GUN Records                           | 88 (DE)                              |                                                                                             |
| Helheim                                        | Erdling                | 2021 | Nils Freiwald, Daniel Schulz, Benjamin Lawrenz, Chris Harms | Out of Line                           | 66 (DE)                              |                                                                                             |
| Herzblut                                       | Projekt Mensch         | 2016 |                                                             | Kernkraftritter Records               |                                      |                                                                                             |
| Herzeleid                                      | Rammstein              | 1995 | Jacob Hellner, Carl-Michael Herlöffson, Ronald Prent        | Motor Music                           | 2 (DE)                               | Erreichte seine Höchstplatzierung erst nach der Wiederveröffentlichung                      |
| Herzwerk                                       | Megaherz               | 1995 |                                                             | Eigenproduktion                       | —                                    |                                                                                             |
| Herzwerk 2                                     | Megaherz               | 2002 | Ralf Weigand                                                | BMG Ariola                            | 78 (DE)                              |                                                                                             |
| Heuchler                                       | Megaherz               | 2008 | Christian Bystron, Werner Weninger                          | Golden Core                           | 31 (DE)                              |                                                                                             |
| Hier und jetzt                                 | Silber                 | 2006 | Silber, Alex Theisen                                        | Golden Core                           |                                      |                                                                                             |
| Himmelfahrt                                    | Megaherz               | 2000 | Andreas List, Yogi Lang                                     | Golden Core                           | 78 (DE)                              |                                                                                             |
| Himmelskörper                                  | Heldmaschine           | 2016 | Chris Harms                                                 | MP Records                            |                                      |                                                                                             |
| Die Hölle muss warten                          | Eisbrecher             | 2012 | Noel Pix, Henning Verlage                                   | Sony BMG, Metropolis Records          | 3 (DE)                               |                                                                                             |
| Hunger                                         | Fleischmann            | 1995 | Gerdi Gerhardt                                              | Dragnet Records                       |                                      |                                                                                             |
| Im Fadenkreuz                                  | Heldmaschine           | 2019 | Tom Dams                                                    | MP Records                            |                                      |                                                                                             |
| Imperium                                       | Eisheilig              | 2009 |                                                             | E-Wave Records                        |                                      |                                                                                             |
| Imperium I – Im Reich der Götter               | Schwarzer Engel        | 2015 | Dave Jason                                                  | Massacre Records                      |                                      |                                                                                             |
| Imperium II – Titania                          | Schwarzer Engel        | 2016 | Dave Jason                                                  | Massacre Records                      |                                      |                                                                                             |
| Independenz                                    | Null Positiv           | 2020 |                                                             | Triplebase Records                    |                                      |                                                                                             |
| Instinkt                                       | Riefenstahl            | 2007 |                                                             | Rude Records                          |                                      |                                                                                             |
| Keinzeitmensch                                 | Hämatom                | 2013 |                                                             | Rookies & Kings                       | 21 (DE)                              |                                                                                             |
| Killer Instinkt                                | Stahlhammer            | 1995 | Ferdinand Förster                                           | High Gain Records                     |                                      |                                                                                             |
| Kinder der Sehnsucht                           | Stahlmann              | 2019 |                                                             | AFM Records                           | 37 (DE)                              |                                                                                             |
| Klage                                          | Leichenwetter          | 2007 |                                                             | Metal Axe Records                     |                                      |                                                                                             |
| Koma                                           | Null Positiv           | 2017 |                                                             | Triplebase Records                    |                                      |                                                                                             |
| Komet                                          | Megaherz               | 2018 | Christian Bystron, Henning Verlage                          | Napalm Records                        | 7 (DE), 49 (AT), 43 (CH)             |                                                                                             |
| Kosmos                                         | Schock                 | 2011 |                                                             | Schönklang                            |                                      |                                                                                             |
| Kopfschuss                                     | Megaherz               | 1998 | Andreas List, Yogi Lang                                     | Golden Core Records                   |                                      |                                                                                             |
| Kult der Krähe                                 | Schwarzer Engel        | 2018 | Dave Jason                                                  | Massacre Records                      |                                      |                                                                                             |
| Legende                                        | Leichenwetter          | 2010 |                                                             | Echozone                              |                                      |                                                                                             |
| Letzte Worte                                   | Leichenwetter          | 2004 | Rudolf Heimann                                              | Metal Axe Records                     |                                      |                                                                                             |
| Licht an                                       | Schattenmann           | 2018 |                                                             | Drakkar Entertainment                 |                                      |                                                                                             |
| Die Liebe                                      | Atrocity feat. Das Ich | 1995 | Bruno Kramm, Alex Krull                                     | Massacre Records                      |                                      |                                                                                             |
| Liebe ist für alle da                          | Rammstein              | 2009 | Jacob Hellner                                               | Universal Music                       | 1 (AT, CH, DE)                       | von 2009 bis 2010 indiziert; fr. Elemente in Frühling in Paris, en. Elemente in Pussy       |
| Die Liebe ist tot                              | Hämatom                | 2021 |                                                             | Anti Alles                            | 6 (DE)                               |                                                                                             |
| Liebe macht Monster                            | Eisbrecher             | 2021 |                                                             | RCA Records                           | 1 (DE)                               |                                                                                             |
| Lügen                                          | Heldmaschine           | 2015 | Tom Dams                                                    | MP Records                            |                                      |                                                                                             |
| Manche bluten ewig                             | Die!                   | 2005 |                                                             | Black Bards Entertainment             |                                      |                                                                                             |
| Maskenball                                     | Hämatom                | 2019 |                                                             | Columbia Records                      | 6 (DE), 51 (AT), 30 (CH)             |                                                                                             |
| Mehr als sterben…                              | Niederschlag           | 2001 |                                                             | Moonstorm Records                     |                                      |                                                                                             |
| Monster                                        | Oomph!                 | 2008 | Oomph!, Christian Wolff                                     | Gun Records                           | 8 (DE), 19 (AT), 23 (CH)             |                                                                                             |
| ...Morgenrot                                   | Stendal Blast          | 2000 | Marcus Seiler, Stendal Blast                                | Chrom Records                         |                                      |                                                                                             |
| Mutter                                         | Rammstein              | 2001 | Jacob Hellner, Rammstein                                    | Motor Music                           | 1 (AT, CH, DE)                       |                                                                                             |
| Nachtmahr und Die Alpträume des Herrn Riegert  | Janus                  | 2005 |                                                             | Trisol                                |                                      |                                                                                             |
| Neue deutsche Herrlichkeit                     | Herren                 | 2017 |                                                             | SPV                                   |                                      |                                                                                             |
| Neumond                                        | Joachim Witt           | 2014 |                                                             | Oblivion                              |                                      |                                                                                             |
| Nuklear Fetisch                                | Schramm                | 2018 |                                                             | Cleopatra Records                     |                                      |                                                                                             |
| Olympia                                        | Ost+Front              | 2014 |                                                             | Out of Line, Rough Trade Distribution | 25 (DE)                              |                                                                                             |
| Opera Noir                                     | Stahlhammer            | 2006 |                                                             | Def-Dick                              |                                      |                                                                                             |
| Panoptikum                                     | Die Kreatur            | 2020 |                                                             | Napalm Records                        | 8 (DE), 90 (CH)                      | Projekt der Sänger von Oomph! und Lord of the Lost                                          |
| ParaKropilis                                   | Herzparasit            | 2017 |                                                             | Echozone                              |                                      |                                                                                             |
| Persona Non Grata                              | Eigensinn              | 2017 |                                                             | Pride & Joy Music                     |                                      |                                                                                             |
| Plastik                                        | Oomph!                 | 1999 | Oomph!                                                      | Virgin Records/EMI Music              | 23 (DE)                              |                                                                                             |
| Pororoca                                       | Schweisser             | 2006 | Schweisser                                                  | Südpolrecords                         |                                      |                                                                                             |
| Power of Limits                                | Fleischmann            | 1992 | Michael Herzog                                              | Noise Records                         |                                      |                                                                                             |
| Propaganda                                     | Heldmaschine           | 2014 | Tom Dams                                                    | MP Records                            |                                      |                                                                                             |
| Psalm in Blei                                  | Die Allergie           | 1995 |                                                             | Spin Records                          |                                      |                                                                                             |
| Quarz                                          | Stahlmann              | 2021 |                                                             | AFM Records                           | 78 (DE)                              |                                                                                             |
| Quecksilber                                    | Stahlmann              | 2012 |                                                             | AFM Records                           | 39 (DE)                              |                                                                                             |
| Rammstein                                      | Rammstein              | 2019 | Olsen Involtini                                             | Universal Music                       | 1 (diverse)                          |                                                                                             |
| Reflektion                                     | Scherbentanz           | 2018 |                                                             | STF Records                           |                                      |                                                                                             |
| Reise, Reise                                   | Rammstein              | 2004 | Jacob Hellner                                               | Universal Music                       | 1 (diverse)                          |                                                                                             |
| Ritual                                         | Oomph!                 | 2019 | Chris Harms, Oomph!                                         | Napalm Records                        | 1 (DE), 12 (AT), 24 (CH)             |                                                                                             |
| Rosenrot                                       | Rammstein              | 2005 | Jacob Hellner                                               | Universal Music                       | 1 (AT, DE, FIN)                      | en. Elemente in Stirb nicht vor mir (Don't Die Before I Do), span. Text bei Te quiero puta! |
| Saat des Bösens                                | Krankheit              | 2016 |                                                             | Rimix                                 |                                      |                                                                                             |
| Sanatorium                                     | Krankheit              | 2013 |                                                             | Echozone                              |                                      |                                                                                             |
| Schicksalsmelodien                             | Eisbrecher             | 2020 |                                                             | RCA Records                           | 4 (DE)                               | Coveralbum                                                                                  |
| Schlagwerk                                     | Schlagwerk             | 2010 |                                                             | ZYX Music                             |                                      |                                                                                             |
| Schlafende Hunde                               | Janus                  | 2000 | Tobias Hahn, Dirk Riegert                                   | Energie für Alle                      |                                      |                                                                                             |
| Schluss mit lustig                             | Die!                   | 2000 |                                                             | Gernhart Records                      |                                      |                                                                                             |
| Schmutzige Hände                               | Stendal Blast          | 2004 | Marcus Seiler, Stendal Blast                                | Schwarzrock                           |                                      |                                                                                             |
| Schock                                         | Eisbrecher             | 2015 | Noel Pix                                                    | Metropolis Records, SevenOne Music    |                                      |                                                                                             |
| Schramm                                        | Schramm                | 2012 |                                                             | Future Fame                           |                                      |                                                                                             |
| Seelenfeuer                                    | Projekt Mensch         | 2011 |                                                             | Dark Bastards Rec.                    |                                      |                                                                                             |
| Seelenschmerz                                  | Riefenstahl            | 2003 |                                                             | Loyworld Records                      |                                      |                                                                                             |
| Seelenwalzer                                   | Richthofen             | 1997 |                                                             | Gun Records                           |                                      |                                                                                             |
| Sehnsucht                                      | Rammstein              | 1998 | Jacob Hellner, Ronald Prent                                 | Motor Music                           | 1 (AT, DE)                           |                                                                                             |
| Sieben                                         | Schwarzer Engel        | 2022 | Dave Jason                                                  | Massacre Records                      | 59 (DE)                              |                                                                                             |
| Silber                                         | Silber                 | 2003 |                                                             | Sanctuary Records                     |                                      |                                                                                             |
| Sperm                                          | Oomph!                 | 1994 | Jor Jenka                                                   | Dynamica                              | —                                    | teils englischsprachige Texte                                                               |
| Stahlmania                                     | Stahlhammer            | 2004 |                                                             | Goodsongs                             |                                      |                                                                                             |
| Stahlmann                                      | Stahlmann              | 2010 |                                                             | AFM Records                           | —                                    |                                                                                             |
| Stay Kränk                                     | Hämatom                | 2009 |                                                             | Megapress                             |                                      |                                                                                             |
| Steine                                         | Stoneman               | 2016 |                                                             | SPV                                   |                                      |                                                                                             |
| Stigmata                                       | Die!                   | 2006 |                                                             | Black Bards Entertainment             |                                      |                                                                                             |
| Still                                          | Die!                   | 2009 |                                                             | Echozone                              |                                      |                                                                                             |
| Sturmfahrt                                     | Eisbrecher             | 2017 |                                                             | Sony Music                            | 1 (DE)                               |                                                                                             |
| Sünde                                          | Eisbrecher             | 2008 | Noel Pix                                                    | AFM, Metropolis Records               | 18 (DE)                              |                                                                                             |
| Supernova                                      | Erdling                | 2017 |                                                             | Out of Line                           | 56 (DE)                              |                                                                                             |
| Tanz der Schatten                              | Dolor                  | 2009 | Steve Gain                                                  | DarkmusiX Records                     |                                      |                                                                                             |
| Tief                                           | Maerzfeld              | 2011 | Simon Michael                                               | Red Point Music                       |                                      |                                                                                             |
| Tœte alles                                     | Seelenzorn             | 2005 | Bruno Kramm                                                 | Danse Macabre                         |                                      |                                                                                             |
| Tœte deinen Zorn                               | Seelenzorn             | 2005 |                                                             | Dizzaster Music                       |                                      | in Russland erschienen                                                                      |
| Totgeglaubt                                    | SeelenWalzer           | 2018 |                                                             | Massacre Records                      |                                      |                                                                                             |
| Träume einer Nacht                             | Schwarzer Engel        | 2011 | Dave Jason                                                  | Trisol Music Group                    |                                      |                                                                                             |
| Das Treibhaus                                  | Fleischmann            | 1994 |                                                             | Noise Records                         |                                      |                                                                                             |
| Triumph                                        | Riefenstahl            | 2011 |                                                             | Politur                               |                                      |                                                                                             |
| Ultra                                          | Ost+Front              | 2016 |                                                             | Out of Line                           | 22 (DE)                              |                                                                                             |
| Ungl≠ich                                       | Maerzfeld              | 2017 | Bora Öksuz                                                  | Südpolrecords                         |                                      |                                                                                             |
| Unheil!                                        | Üebermutter            | 2008 |                                                             | Roadrunner Records                    |                                      |                                                                                             |
| Unrein                                         | Oomph!                 | 1998 | Oomph!                                                      | Virgin Records                        | 37 (DE), 38 (AT)                     | teils englischsprachige Texte                                                               |
| Unsterblich                                    | Treibhaus              | 2006 |                                                             | Kneeve Records                        |                                      |                                                                                             |
| Urworte                                        | Leichenwetter          | 2003 |                                                             | Roots Records                         |                                      |                                                                                             |
| Vater                                          | Janus                  | 1998 | Tobias Hahn, Dirk Riegert                                   | NovaTekk                              |                                      |                                                                                             |
| Virus III                                      | Die Allergie           | 2000 | Dieter Roth                                                 | Rise Up                               |                                      |                                                                                             |
| Des Wahnsinns fette Beute                      | Oomph!                 | 2012 | Oomph!                                                      | Sony, Columbia Records                | 15 (DE)                              |                                                                                             |
| Die Wahrheit                                   | Eigensinn              | 2009 |                                                             | Echozone                              |                                      |                                                                                             |
| Wahrheit oder Pflicht                          | Oomph!                 | 2004 | Oomph!                                                      | Gun Records                           | 2 (AT, DE), 7 (CH)                   |                                                                                             |
| Was verdorrt                                   | Stendal Blast          | 1995 | Winus Rilinger                                              | Gymnastic Records                     |                                      |                                                                                             |
| Weichen und Zunder                             | Völkerball             | 2012 | Tom Dams                                                    | MP Records                            |                                      | später unter dem Bandnamen Heldmaschine erneut veröffentlicht                               |
| Weissglut                                      | Weissglut              | 1998 |                                                             | Semaphore                             |                                      |                                                                                             |
| Wenn man vom Teufel spricht                    | Hämatom                | 2011 |                                                             | Rookies & Kings                       | 60 (DE)                              |                                                                                             |
| Wer bist du?                                   | Megaherz               | 1997 | Andreas Knote                                               | Golden Core Records                   |                                      |                                                                                             |
| Wiener Blut                                    | Stahlhammer            | 1997 | Ferdinand Förster                                           | High Gain Records                     |                                      |                                                                                             |
| Willkommen im Club                             | Schweisser             | 1996 |                                                             | Intercord                             | 86 (DE)                              |                                                                                             |
| Wir sind Gott                                  | Hämatom                | 2016 |                                                             | Rookies & Kings                       | 5 (DE), 24 (AT), 69 (CH)             |                                                                                             |
| Wunschkind                                     | Oomph!                 | 1996 | Oomph!                                                      | Dynamica                              |                                      | teils englischsprachige Texte                                                               |
| Wut                                            | Hämatom                | 2008 |                                                             | Megapress                             |                                      |                                                                                             |
| X                                              | Hämatom                | 2013 | Hämatom, Jörg Wartmann, Kristian Kohlmannslehner            | Rookies & Kings                       |                                      |                                                                                             |
| XXV                                            | Oomph!                 | 2015 | Oomph!                                                      | Electrola                             | 10 (DE), 42 (AT), 59 (CH)            |                                                                                             |
| Yggdrasil                                      | Erdling                | 2020 | Daniel Schulz, Nils Freiwald                                | Out of Line                           | 45 (DE)                              |                                                                                             |
| Zeichen                                        | Weissglut              | 2000 | Weissglut                                                   | Dragnet Records                       |                                      |                                                                                             |
| Zeit                                           | Rammstein              | 2022 | Olsen Involtini, Rammstein                                  | Universal                             | 1 (DE, AT, CH)                       |                                                                                             |
| Zeitenwandel                                   | Nervenbeisser          | 2017 |                                                             | Echozone                              |                                      |                                                                                             |
| Zeitmaschine                                   | Leichenwetter          | 2011 |                                                             | Echozone                              |                                      |                                                                                             |
| Zerberus                                       | Krankheit              | 2016 |                                                             | Rimix                                 |                                      |                                                                                             |
| Zombieland                                     | Megaherz               | 2014 | Christian Bystron                                           | Napalm Records                        | 17 (DE), 75 (AT), 68 (CH)            |                                                                                             |
| Zorn                                           | Maerzfeld              | 2019 |                                                             | Südpolrecords                         |                                      |                                                                                             |
| Zweigefühl                                     | Dementi                | 2003 |                                                             | Re:Pop                                |                                      |                                                                                             |